# Ça chauffe au lycée Ridgemont
Pour plus de détails, voir Fiche technique et Distribution.
Ça chauffe au lycée Ridgemont (Fast Times at Ridgemont High) est une comédie américaine de type teen movie réalisée par Amy Heckerling, sortie en 1982.

## Synopsis
Ce film raconte l'histoire de plusieurs étudiants plus ou moins liés.
Brad Hamilton est en dernière année au lycée Ridgemont. Il a une petite amie, Lisa, dont il veut se séparer afin de profiter pleinement de sa liberté. Sa petite sœur, Stacy, entre au lycée et travaille dans le centre commercial avec sa meilleure amie, Linda, tout comme Mark « Rat » Ratner, employé dans un cinéma. Elle découvre le sexe avec un mec plus âgé qu’elle mais elle est déçue par l'expérience.
Par ailleurs, Mark a un coup de foudre pour Stacy mais, comme il est timide, il ne sait pas comment l'aborder. Il demande conseil à son meilleur ami, Damone, revendeur de tickets de concert, lequel a lui aussi un faible pour cette fille.
Jeff Spicoli, un surfeur qui fume de la marijuana, suit un cours d'histoire dans la même classe que Stacy, avec M. Hand, professeur très strict. Ce dernier a du mal à supporter les lubies et les mauvaises habitudes de Jeff qui mange en cours ou arrive constamment en retard.

## Fiche technique
- Titre français : Ça chauffe au lycée Ridgemont
- Titre original : Fast Times at Ridgemont High
- Réalisateur : Amy Heckerling
- Scénariste : Cameron Crowe, d'après son roman Fast Times at Ridgemont High (1981)
- Musique : Nancy Wilson
- Photographie : Matthew F. Leonetti
- Producteurs : Irving Azoff, Art Linson
- Budget : 4 500 000 $ estimation
- Société de distribution : Universal Pictures
- Pays :  États-Unis
- Langue : anglais, italien, afrikaans
- Durée : 90 minutes
- Dates de sortie
  - États-Unis : 13 août 1982
  - France : 25 octobre 2001 (directement en DVD)
- Box-office :  États-Unis : 27 092 880 $[réf. nécessaire]

## Distribution
- Sean Penn (VF : Donald Reignoux) : Jeff Spicoli
- Jennifer Jason Leigh (VF : Zina Khakhoulia) : Stacy Hamilton
- Judge Reinhold (VF : Emmanuel Garijo) : Brad Hamilton
- Robert Romanus (VF : Alexis Tomassian) : Mike Damone
- Brian Backer (VF : Gabriel Bismuth) : Mark 'Rat' Ratner
- Phoebe Cates (VF : Émilie Rault) : Linda Barrett
- Ray Walston (VF : Michel Tureau) : M. Hand
- Scott Thomson : Arnold
- Vincent Schiavelli (VF : Cédric Dumond) : M. Vargas
- Amanda Wyss : Lisa
- D.W. Brown : Ron Johnson
- Forest Whitaker : Charles Jefferson
- Kelli Maroney : Cindy
- Tom Nolan : Dennis Taylor
- Blair Ashleigh : Pat Bernardo
- Nicolas Cage : L'ami de Brad
- Pamela Springsteen : Dina Phillips
- Lana Clarkson : Ms. Vargas
- Eric Stoltz : Stoner Bud
- Nancy Wilson : La belle fille dans la voiture

## Production
Le film est adapté d'un livre que Cameron Crowe a écrit après avoir passé un an « sous couverture » au lycée Clairemont de San Diego, en Californie. Ses observations sur le lycée et les étudiants avec lesquels il s'est lié d'amitié là-bas ont abouti en 1981 à la publication d'un roman, Fast Times at Ridgemont High: A True Story.

## Commentaires
Le mangaka Izumi Matsumoto s'est inspiré du personnage de Linda Barrett (interprété par Phoebe Cates) pour créer le personnage de Madoka dans son manga Kimagure Orange Road.

## Autour du film
- Plusieurs acteurs du film sont devenus par la suite des stars, comme Nicolas Cage, Jennifer Jason Leigh, Sean Penn, Forest Whitaker et bien d'autres.
- D'autres acteurs ont décroché plus tard des rôles secondaires dans des films à grand succès, comme Phoebe Cates, qui joue aussi dans Gremlins, ou encore Judge Reinhold qui a un rôle récurrent dans Le Flic de Beverly Hills.
- Le titre American Girl de Tom Petty est dans le film, ainsi que beaucoup d'autres chansons des années 1980, ce qui par ailleurs met sur le devant de la scène le rôle de Jennifer Jason Leigh, Stacy.

## Distinction
- National Film Preservation Board en 2005.